# De gek
De gek is een artistiek kunstwerk in Amstelveen.
Het beeld is een creatie van Lotti van der Gaag, die rond 1950 twee gekken maakte: een kleine en grote gek. De kleine gek is in privébezit, net als de grote. Echter de grote gek werd door Isis van Bohemen in 2003 in bruikleen gegeven aan het Cobra Museum voor Moderne Kunst. In het beeld van twee meter hoog is 500 kilogram brons verwerkt. Het is een uiting van Van der Gaag die zich toen liet inspireren door fantasiewezens, hetgeen een verband laat zien met de "vreemde wezens" die kunstenaars uit de CoBrA-Groep lieten zien. Over de rol van Van der Gaag, evenals Karel Appel en Corneille in Parijs woonachtig, binnen de groep verschillen de meningen. Corneille zou zich altijd blijven verzetten tegen de stelling dat zij lid was van de beweging. De gek met een hol lichaam lijkt te dansen op een sokkel in de openbare tuin van het museum aan de Keizer Karelweg.
In 2019 vormde het beeld het decor van een reeks "zelfportretten" van iedereen, die zich in de periode 26 juni 2019 tot 1 december 2019 wilde laten vastleggen met het beeld. Daartoe was naast het beeld een klein podium gebouwd, alsmede een achtergrond. Het maakte deel uit van de tentoonstelling Nieuwe Nuances, die werd gehouden.

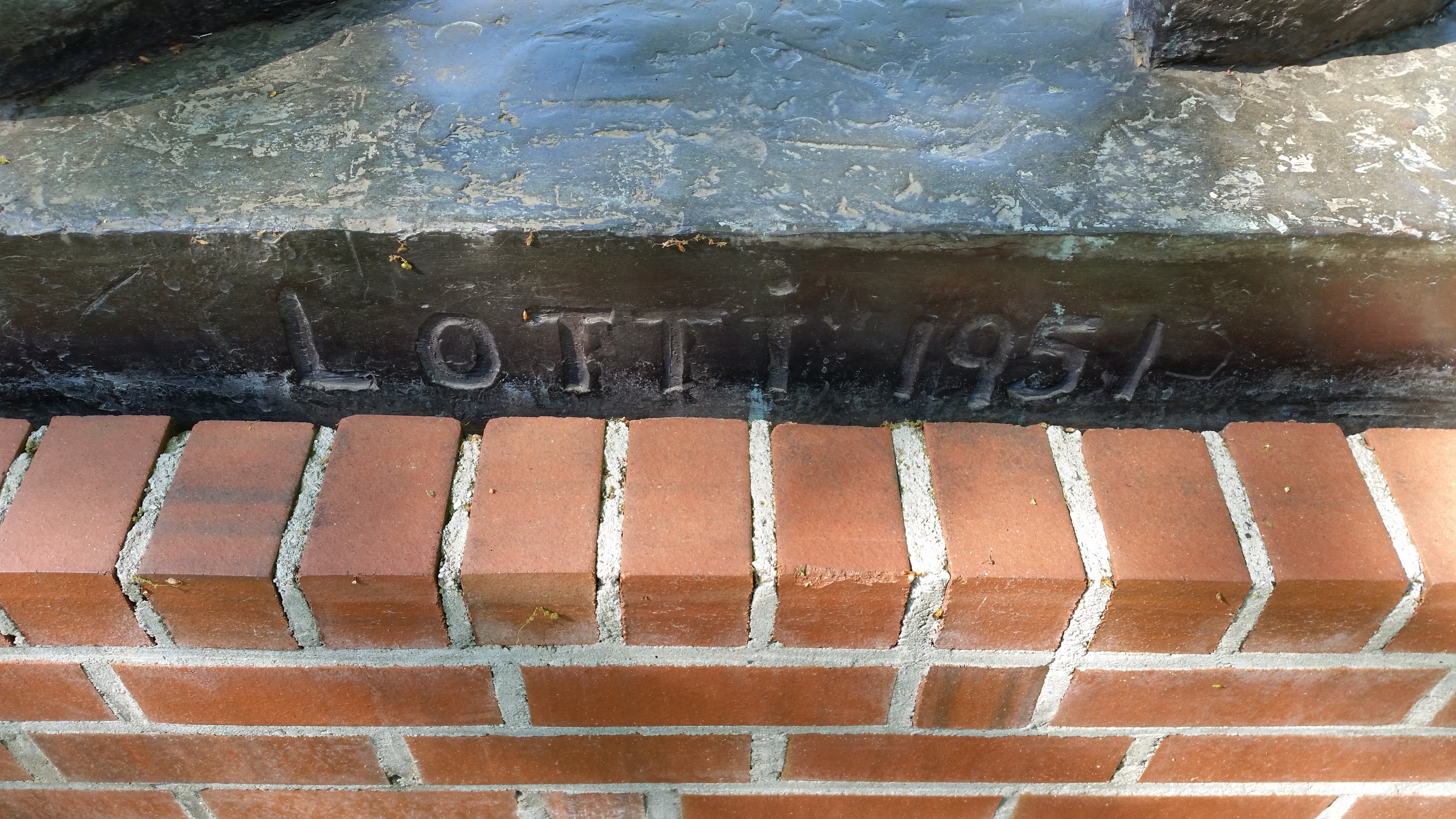
Signatuur Lotti 1951 (april 2020)